# Macropis kiangsuensis
Macropis kiangsuensis is een vliesvleugelig insect uit de familie Melittidae. De wetenschappelijke naam van de soort is voor het eerst geldig gepubliceerd in 1978 door Wu.